# David Graf
Paul David Graf (Lancaster, Ohio, 16 de abril de 1950-Phoenix, Arizona, 7 de abril de 2001) fue un actor estadounidense. Era más conocido por su papel como el sargento Eugene Tackleberry en las siete películas de Loca academia de policía. Contrajo matrimonio con Kathryn Graf en 1984 y tuvo dos hijos, Daniel y Sean.

## Primera etapa
Graf nació en Lancaster, Ohio. Se enamoró de una compañera en su etapa como estudiante en la escuela de interpretación, donde estudiaron teatro en el Otterbein College, en Westerville, un suburbio de Columbus, donde se graduó en 1972. Él estudió en la escuela de graduado en la Ohio State University hasta 1975, cuando decidió emprender su carrera como actor.

## Carrera
Graf hizo su aparición en televisión en el concurso The $20,000 Pyramid, en diciembre de 1979, donde participó con la actriz Patty Duke. Volvería a aparecer en siguientes versiones del concurso como una celebridad invitada junto con Duke. Como actor invitado, a comienzos de los años ochenta, tuvo pequeños papeles en populares teleseries, entre ellas MASH, The Dukes of Hazzard, El equipo A (capítulo 4 de la temporada 2, «Marejada en la frontera») y Un chapuzas en casa en el capítulo 2 de la temporada 3: La chica de mis sueños.
Su salto y debut a los cines fue en 1981, cuando interpretó a Gergley en la película dramática Four Friends. Posteriormente, Graf acabaría interpretando al cadete Eugene Tackleberry (posteriormente sargento Tackleberry) en 1984 en Loca academia de policía, donde adquirió reconocimiento internacional, y protagonizó seis secuelas más. En 1992 volvió a meterse en el papel de un policía, esta vez en un rol secundario en la serie Seinfeld, durante el episodio de la cuarta temporada The Ticket. Volvió a interpretar a Eugene Tackleberry en una aparición como actor invitado en la versión para serie de Loca academia de policía.
David Graf tuvo notables apariciones después de sus actuaciones en Loca academia de policía, incluyendo el repetir papel en la serie The West Wing y varias apariciones en Star Trek: Voyager y Star Trek: Deep Space Nine, donde interpretó a un Klingon llamado Leskit en la quinta temporada, episodio «Soldiers of the Empire». Tuvo un papel en Juzgado de guardia. En 2000 apareció en The Amanda Show, como paramédico, junto con Amanda Bynes.

## Fallecimiento y funeral
Falleció a los 50 años de un infarto de miocardio mientras estaba en una boda familiar en Phoenix, Arizona, el 7 de abril de 2001, a solo 9 días de cumplir los 51 años. Dato significativo porque su padre y su bisabuelo también fallecieron de un infarto a los 51 años.
Graf vivió toda su vida al lado de su mujer y sus dos hijos, Daniel y Sean. Su funeral fue en un velatorio en la iglesia St. First Methodist Church en Lancaster, Ohio.